# Рощино (Крым)
Ро́щино (укр. Рощине, крымскотат. Roşçino, Рощино) — село в Джанкойском районе Республики Крым, центр Рощинского сельского поселения (согласно административно-территориальному делению Украины — Рощинского сельского совета Автономной Республики Крым).

## Население
| 2001 | 2014 |
| ---- | ---- |
| 1242 | ↘928 |

### Динамика численности
- 1974 год — 980 чел.[9]
- 1989 год — 834 чел.[10]
- 2001 год — 1242 чел.[11]
- 2009 год — 1226 чел.[12]
- 2014 год — 928 чел.[13]

## Современное состояние
На 2017 год в Рощине числится 14 улиц и 1 переулок; на 2009 год, по данным сельсовета, село занимало площадь 206,7 гектара, на которой, в 427 дворах, проживало 1226 человек. В селе действуют средняя общеобразовательная школа, детский сад «Солнышко», дом культуры, библиотека, амбулатория общей практики семейной медицины, отделение Почты России, церковь Вознесения Господня. Рощино связано автобусным сообщением с райцентром, городами Крыма и соседними населёнными пунктами.
Во время Великой Отечественной войны, на фронтах сражались и погибли многие жители сёл, ныне расположенных на территории Рощинского сельского поселения. В их честь в 1974 году в центре села установлен памятный знак работы скульптора Л. С. Смерчинского — скульптура на постаменте, изображающая офицера и солдата, идущих в атаку. Постановлением Совета министров Республики Крым № 627 от 20 декабря 2016 года памятник отнесён к категории объектов культурно-исторического наследия России регионального значения.

## География
Рощино — село в южной части района, в степном Крыму, на автотрассе М2 Москва — Симферополь, высота над уровнем моря — 31 м.
Соседние сёла: Тимирязево в 0,5 км на запад, Краснодольное в 3 км на юго-запад по шоссе, Серноводское в 2 км на юг и Ближнегородское в 2,5 км на север по трассе. Расстояние до райцентра — около 13 километров (по шоссе), ближайшая железнодорожная станция — Отрадная — примерно в 3 километрах. Транспортное сообщение осуществляется по региональной автодороге 35А-002 граница с Украиной — Симферополь — Алушта — Ялта (по украинской классификации — М-18 Харьков — Симферополь — Алушта — Ялта).

## История
Основано в 1957 году на месте ДПР (детского приёмника-распределителя) № 28 в составе Ближнегородского сельсовета (в котором село состояло до 1968 года) Красногвардейского района. В 1959 году село стало центральной усадьбой совхоза имени Тимирязева. 1 января 1965 года указом Президиума ВС УССР «О внесении изменений в административное районирование УССР — по Крымской области» Рощино включили в состав Джанкойского района. В 1966 году главному агроному совхоза Василию Алексеевичу Краснобаеву присвоено звание Герой Социалистического Труда. На 1974 год в Рощине числилось 980 жителей. В 1968 году образован Рощинский совет (есть данные, что в 1957 году). По данным переписи 1989 года, в селе проживало 834 человека. С 12 февраля 1991 года село в восстановленной Крымской АССР, 26 февраля 1992 года переименованной в Автономную Республику Крым. В 2000 году совхоз имени Тимирязева преобразован в сельскохозяйственное ОАО «Племзавод им. Тимирязева». С 21 марта 2014 года в составе Крыма аннексировано Россией.